# Jan van Eijckstraat 47
Jan van Eijckstraat 47 is een schoolgebouw uit 1956 in Amsterdam, ontworpen door het architectenbureau van Cees van der Bom en Commer de Geus. Het gebouw ligt tussen de Jan van Eijckstraat (op nummer 47), de Rubensstraat (15), het Adama van Scheltemaplein (1) en de Memlingstraat in Amsterdam-Zuid.
Voor de Tweede Werereldoorlog was hier al een schoolgebouw van de Christelijke HBS-A. Dit gebouw is bij een bombardement op 26 november 1944 verwoest. In 1956 kwam op deze plek nieuwbouw voor de HBS.
Van 2000 tot februari 2009 was het St-Ignatiusgymnasium in het gebouw gevestigd. Na een verbouwing, met nieuwbouw aan de Memlingstraat, is het "Ig" hier in september 2011 weer teruggekomen.
In 1957 werd aan een muur aan de Rubensstraat een gedenksteen van Aart Rietbroek aangebracht, ter herdenking aan de slachtoffers van het bombardement van 1944, waarbij meer dan 50 burgers, vooral bewoners van huizen in de omgeving, zijn omgekomen.
Onder het oorspronkelijke gymnastieklokaal en schoolplein, aan de kant van de Memlingstraat, lag een commandobunker uit 1953 van de dienst Bescherming Bevolking (BB). Deze ondergrondse ruimte is na de opheffing van de BB gebruikt voor de opslag van brandbaar archiefmateriaal van het Nederlands Filmmuseum.
De gebouwdelen uit de jaren 50 aan de Jan van Eijckstraat en de Rubensstraat zijn sinds 2011 beschermd als gemeentelijk monument.